# Seerapalli
Seerapalli è una suddivisione dell'India, classificata come town panchayat, di 11.778 abitanti, situata nel distretto di Namakkal, nello stato federato del Tamil Nadu. In base al numero di abitanti la città rientra nella classe IV (da 10.000 a 19.999 persone).

## Geografia fisica
La città è situata a 11° 29' 30 N e 78° 14' 39 E.

## Società

### Evoluzione demografica
Al censimento del 2001 la popolazione di Seerapalli assommava a 11.778 persone, delle quali 5.989 maschi e 5.789 femmine. I bambini di età inferiore o uguale ai sei anni assommavano a 1.100, dei quali 589 maschi e 511 femmine. Infine, coloro che erano in grado di saper almeno leggere e scrivere erano 7.407, dei quali 4.266 maschi e 3.141 femmine.